# Lozärner Fasnachtskomitee
Das Lozärner Fasnachtskomitee (LFK) ist eine gemeinsame Organisation von zwei Luzerner Zünften (Zunft zu Safran und Wey Zunft Luzern) sowie zwei Fasnachts-Gesellschaften (Gesellschaft Fidelitas Lucernensis und Maskenliebhaber-Gesellschaft der Stadt Luzern). Es bezweckt die Planung und Durchführung gemeinsamer Aktivitäten im Rahmen der Luzerner Fasnacht. Darunter zählen die grossen Fasnachtsumzüge, die Empfänge aber auch die Pflege des Brauchtums der Masken- und Verkleidungsherstellung.
Das LFK besteht aus 40 männlichen Mitgliedern, paritätisch zusammengestellt aus den zwei Zünften und zwei Gesellschaften. Dem Komitee steht der Präsident – genannt LFKP – vor, der jedes Jahr abwechselnd von einer Zunft oder Gesellschaft gestellt wird. Er ist oberster Schirmherr der Luzerner Fasnachtsumzüge.

## Die Geschichte des LFK

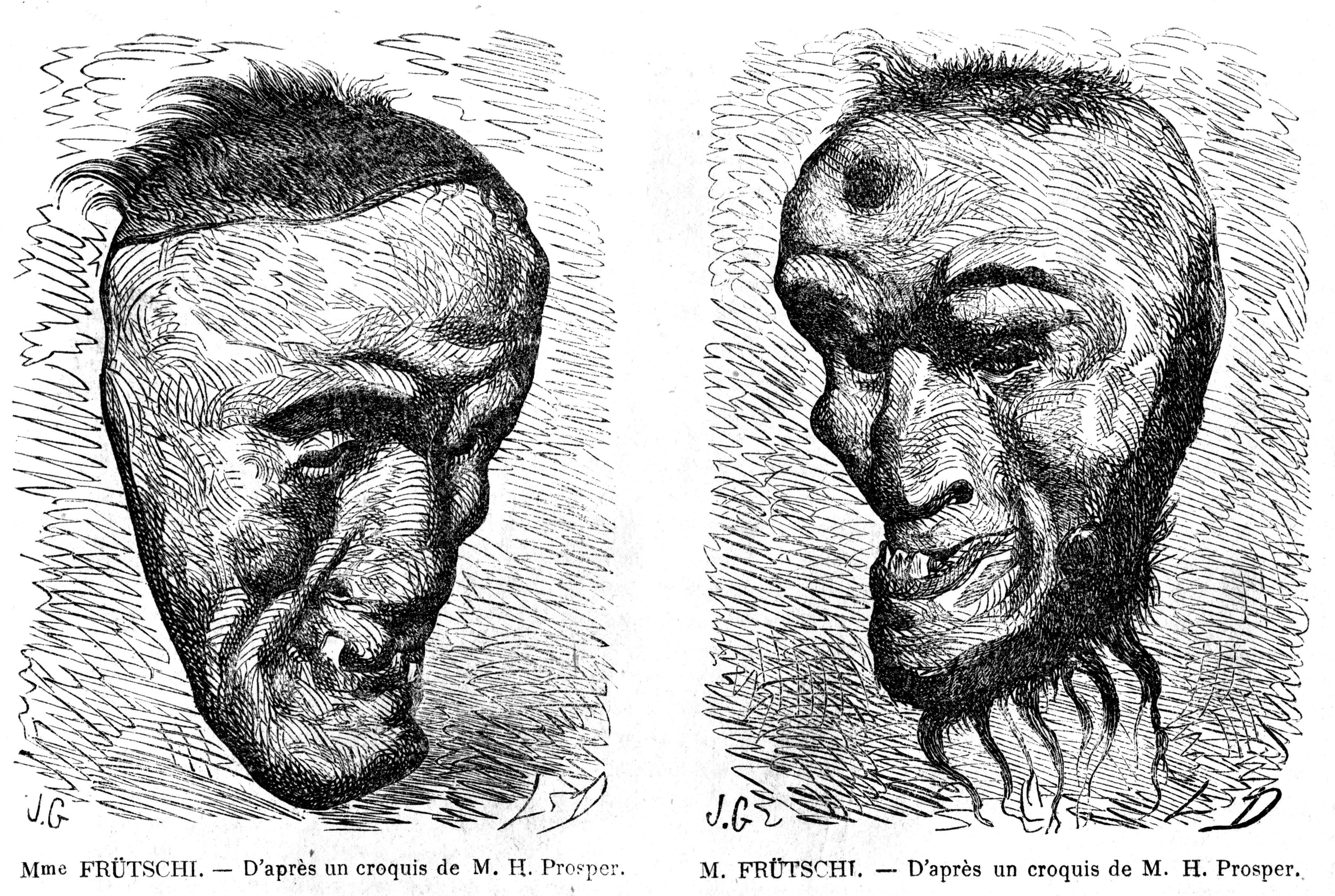
Alte Fritschimasken (L’Illustration, 1862)

Ursprung und Kern der Luzerner Fas(t)nacht ist die Figur des Fritschi, auch Bruder Fridolin genannt. Urkundlich ist die Bezeichnung Fritschi erstmals 1443 nachgewiesen. Vermutlich handelte es sich ursprünglich um eine heidnische Gottheit, einen Frühlingsgott, den man als Symbol des Lichts und der Fruchtbarkeit verehrte. Eine Analogie zum Böögg der Zürcher, den diese alljährlich als verhassten Wintergott verbrennen.
Die älteste Beschreibung und Abbildung Fritschis wird in der Chronik des Stadtschreibers Diebold Schilling von 1513 gefunden. Hier erscheint die Maske als schwarzbärtiger Mann in den besten Jahren, während die heutigen Fritschimasken fast zahnlose Greise darstellen. Früher nannte man den Fritschizug auch „Brautlauf Fritschi“. Heute wird die Fruchtbarkeit nur noch durch das Fritschikind symbolisiert, das von der immer anwesenden Fritschimagd getragen wird.
Um 1600 beschreibt der Stadtschreiber Renward Cysat den Fritschizug als Harnisch- und Waffenschau, welcher Fritschi als Kriegsheld voran reitet. Schon damals betreute die wehrfähige Safranzunft den alten Fritschibrauch. Später verwandelte sich der Umzug in eine volkskundliche und historische Schau, an deren Schluss Fritschi mit seiner Familie auf einem bunt geschmückten Wagen mitfuhr und mit seiner Frau, der Fritschene tanzt. Aus der historisch-patriotischen Schau wurde mehr und mehr ein satirischer, humorvoller Fasnachtsumzug.
Im Jahr 1925 haben Fasnächtler aus dem Weyquartier am „Güdismäntig“ (entspricht dem deutschen Rosenmontag) erstmals einen eigenen, satirischen Umzug durchgeführt, was zur Tradition der später entstandenen Weyzunft (1925) führte. Im Jahr 1929 wurden die beiden konkurrenzierenden Umzüge im Luzerner Fastnachts-Comité vereinigt. Bis zum Kriegsausbruch war das Fastnachts-Comité Schirmherrin des Umzuges am Schmutzigen Donnerstag („Schmotzige Donnschtig“) und die Weyzunft allein in dieser Funktion am folgenden «Güdismontag».
Erst 1951 schlossen sich die drei traditionellen Organisatoren des Fritschiumzuges – Zunft zu Safran, Maskenliebhaber-Gesellschaft der Stadt Luzern und Fidelitas Lucernensis – mit der Wey Zunft im heutigen Luzerner Fastnachtskomitee zusammen. 1952 wurden beide Umzüge erstmals gemeinsam durchgeführt.
Im Jahr 1986 wurde das «t» im Wort Fastnacht gestrichen. Dazu bedurfte es eines Entscheides des Luzerner Regierungsrates. Der heutige Namen Lozärner Fasnachtskomitee (mit dem Städtenamen Luzern in hiesiger Mundart) war geboren. Bestrebungen diesen Namen wieder in deutscher Schriftsprache zu verwenden scheiterten mehrmals, zuletzt 2006.

## Die Anlässe des LFK

### Schalander-Empfang
Der Schalander-Empfang findet am Anfang eines Kalenderjahres statt. Hier treffen sich auf dem Gelände der Brauerei Eichhof die "Meister" der Zünfte und Gesellschaften sowie alle LFK-Mitglieder und Medien zum ersten gemeinsamen Treffen in der meist neuen Zusammensetzung. Im Rahmenprogramm dieses Empfangs der sogenannten "Zunftgewaltigen" tritt meist eine Guggenmusig oder eine Kleinformation auf.

### LFK-Empfang (auch Herrenabend genannt)
Im Gesellschaftshaus der Maskenliebhaber Gesellschaft der Stadt Luzern im Süesswinkel treffen sich Altmitglieder des LFK, die aktuellen Komiteemitglieder, alle Meister der Zünfte und Gesellschaften, Ehrengäste aus Politik und Wirtschaft und auserlesene Medienvertreter zu einem «deftigen» Herrenabend. Die dort gehaltenen Reden sind oft sehr angriffig, lustig und nicht selten auch etwas zotig. Die gemachte Äusserungen finden manchmal den Weg in die Presse, so beispielsweise 2006, als Ausschnitte einer Rede des damaligen Regierungsrates Daniel Bühlmann (SVP) in breiten Kreisen als frauenfeindlich taxiert wurden. Danach entbrannte im LFK eine Debatte über den Stil einer guten Fasnachtsrede und ob an diesen Anlass noch rapportierende Medien eingeladen werden sollten.

### Masken-Bastelkurse
Das LFK unterrichtet Erwachsene und Kinder in der Herstellung von Masken für die Fasnacht. Diese 2008 zum ersten Mal im Le Théâtre Kriens-Luzern durchgeführten Kurse erfreuen sich grosser Beliebtheit bei Einheimischen, aber auch bei Auswärtigen: 50 % der Teilnehmer stammen nicht aus der Region Luzern. Das LFK unterstützte bis 2008 auch Schulen bei der Pflege des Brauchtums des Maskenbastelns. Diese Tradition lief 2008 aus. Kinder und Jugendliche werden seither in schulunabhängigen Kursen unterrichtet.

### Senioren-Fasnacht
Ältere Semester treffen sich – zusammen mit den Meistern der Zünfte und Gesellschaften – zu einem gemütlichen Nachmittag fasnächtlichen Treibens in einem grösseren Lokal in Luzern.

### Fasnachtsmäärt (Fastnachtsmarkt)
An zwei Tagen in der Vorfasnacht (Samstag und Dienstag vor dem Schmutzigen Donnerstag) findet in der Altstadt (Unter der Egg) ein Markt statt. Dies ist ein gesellschaftlicher Anlass mit grossem Kulinarik- und Getränkeangebot sowie Guugenmusigen. Bis zum Jahr 2018 wurden Kostüme und weitere Artikel für die kommenden, «rüüdigen» (tollen) Tage feilgeboten. Von dort kommt der Name, welcher bis heute trotz dem eingestellten Markt geblieben ist.

### Luzerner Fasnachtsumzüge
Am Schmutzigen Donnerstag und am folgenden Güdis-Mäntig findet dieses farbenfrohe und laute Spektakel statt. Auf der zwei Kilometer langen Umzugsroute quer durch die Stadt Luzern (vom Luzernerhof über die Seebrücke bis ins Helvetiagärtli) werden bis zu 80 verschiedene Nummern gezeigt. Die Hälfte davon sind «Offizielle», sprich beim LFK eingetragene Fasnachtsgruppierungen. Der Rest sogenannte «Wilde», die sich am Startpunkt des Umzuges unangemeldet einfinden und von den Verantwortlichen des LFK in den Umzug „verteilt“ werden. Es ist in Luzern Tradition, dass auch diesem unorganisierten Fasnachtstreiben Platz gewährt wird. Politische und gesellschaftliche Satire sowie Phantasie-Themen werden auf Fasnachtswagen gezeigt, die Guuggenmusigen spielen um die Wette, Maskengruppierungen unterhalten das Publikum. Dieser grösste Aufmarsch von Menschen im Luzerner Kalenderjahr wird am Schmutzigen Donnerstag jeweils vom Regionalfernsehen Tele 1 und am Montag vom Schweizer Fernsehen übertragen.